# Вардар (1940)
Вижте пояснителната страница за други значения на Вардар.
„Вардар“ е български вестник, орган на Македонско студентско дружество „Вардар“ във Варна, България.
Печата се в печатница „Кънчо Николов“. Излиза в единствен брой през април 1940 година. Излиза по случай десетгодишнината на дружеството.